# Palma Solita
Palma Solita är en ort i Mexiko.   Den ligger i kommunen Tantoyuca och delstaten Veracruz, i den sydöstra delen av landet, 240 km norr om huvudstaden Mexico City. Palma Solita ligger 134 meter över havet och antalet invånare är 259.
Terrängen runt Palma Solita är huvudsakligen platt. Palma Solita ligger uppe på en höjd. Runt Palma Solita är det ganska tätbefolkat, med 72 invånare per kvadratkilometer. Närmaste större samhälle är Tantoyuca, 14,0 km sydost om Palma Solita. Trakten runt Palma Solita består till största delen av jordbruksmark.